# Lucija Zaninović

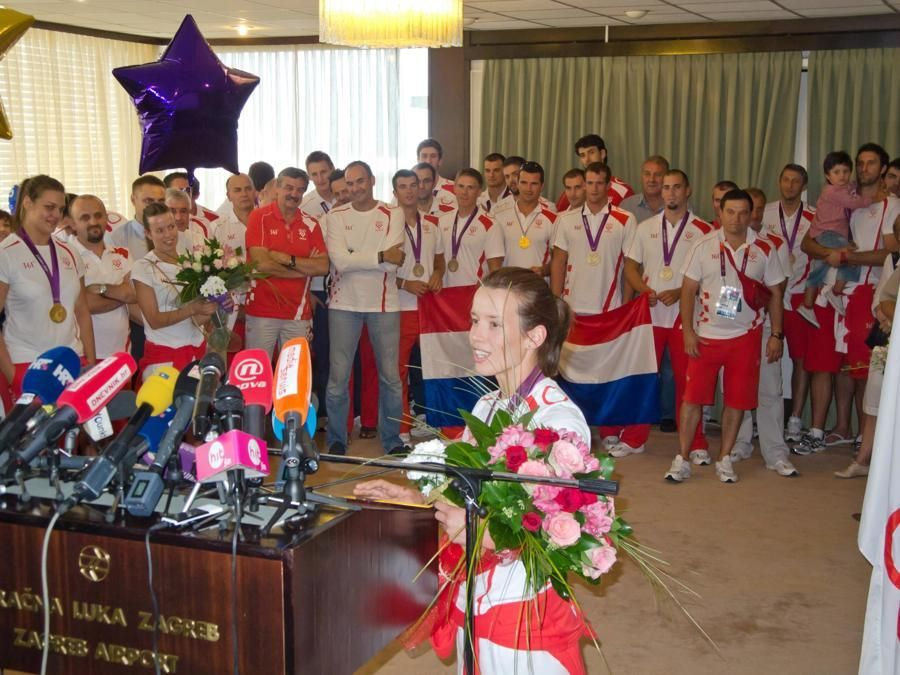
Lucija Zaninović 2012.

Lucija Zaninović (* 26. Juni 1987 in Split) ist eine kroatische Taekwondoin. Sie startet in der Gewichtsklasse bis 49 Kilogramm.

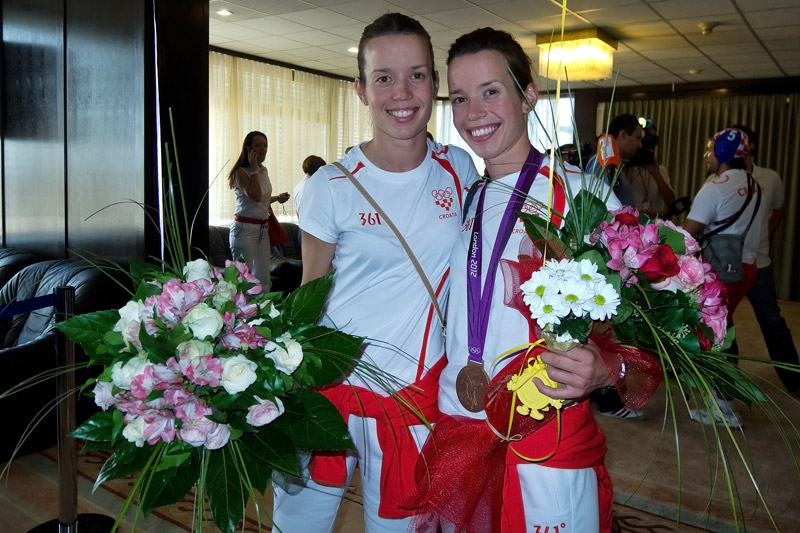
Lucija und ihre Schwester Ana Zaninović

Ihr internationales Debüt im Erwachsenenbereich gab Zaninović bei der Europameisterschaft 2006 in Bonn, wo sie jedoch in ihrem Auftaktkampf ausschied. Bei der Weltmeisterschaft im folgenden Jahr in Peking erreichte sie das Viertelfinale, schied dort jedoch gegen Yaowapa Boorapolchai aus. Ihre erste Medaille gewann Zaninović schließlich bei der Europameisterschaft 2010 in Sankt Petersburg, wo sie mit einem Finalsieg über Yasmina Aziez den EM-Titel erringen konnte. Zwei Jahre später verteidigte sie ihren Titel bei der Europameisterschaft in Manchester erfolgreich, ebenso 2014 in Baku.
Zaninović erreichte im Jahr 2011 beim internationalen Olympiaqualifikationsturnier in Baku in der Gewichtsklasse bis 49 Kilogramm das Finale und qualifizierte sich für die Olympischen Spiele 2012 in London. Dort gewann sie die Bronzemedaille, nachdem sie im Halbfinale gegen Wu Jingyu verloren hatte.
Ihre Zwillingsschwester Ana Zaninović ist ebenfalls eine erfolgreiche Taekwondoin.